# Elatostema latitepalum
Elatostema latitepalum är en nässelväxtart som beskrevs av Wen Tsai Wang. Elatostema latitepalum ingår i släktet Elatostema och familjen nässelväxter. Inga underarter finns listade i Catalogue of Life.